# Callmobile.de
Callmobile.de war eine Mobilfunk-Marke der freenet AG, welche 2006 aus der Marke EasyMobile hervorging. Am 13. August 2021 wurde die aktive Vermarktung der Marke eingestellt, für Bestandskunden aber bis Juli 2023 noch fortgeführt.

## Geschichte

### EasyMobile
Die EasyGroup des griechischen Unternehmers Stelios Haji-Ioannou schloss am 10. August 2004 ein Gemeinschaftsunternehmen (Joint-Venture) mit der dänischen Telefongesellschaft Tele Danmark Communications ab. TDC sollte dabei einen Mobilfunk-Discounter auf dem britischen Mobilfunkmarkt etablieren. Das Joint-Venture sollte unter dem Corporate Branding der EasyGroup firmieren. TDC konnte eine Vereinbarung mit der T-Mobile UK über die Nutzung des Mobilfunknetzes nach dem Telmore-Konzept (Mobilfunkanbieter) abschließen.
EasyMobile startete am 10. März 2005 in Großbritannien. Es wurden Konzepte für 11 weitere europäische Länder entwickelt. Nach zwei Monaten hatte EasyMobile schon über 15.000 Neukunden gewinnen können.
EasyMobile startete am 24. Oktober 2005 auch in den Niederlanden, stellte den Dienst dort jedoch 2006 wieder ein.
Im deutschen Mobilfunkmarkt startete EasyMobile am 1. November 2005 zusammen mit Talkline, der deutschen TDC A/S-Tochter.
Am 16. März 2006 wurde ein easyMobilePhones, ein Onlineshop für Mobiltelefone in Großbritannien gestartet.

### Callmobile.de
Im November 2006 übernahm Talkline easyMobile zu hundert Prozent. Die TIH entzog Talkline daraufhin die Lizenz an dem Namen easyMobile, so dass sie von da an unter callmobile, später callmobile.de, firmierte. 2007 wurde Talkline an debitel veräußert. Im Juni 2008 wurde die debitel ag von der freenet AG übernommen, der Standort Hamburg aufgegeben sowie die Marke nun vom Hauptsitz der freenet Group in Büdelsdorf aus vertrieben.
Im August 2015 wechselte das Unternehmen mit den neuen Tarifen in das Mobilfunk-Netz von Vodafone. Die bestehenden Tarife im Telekom-Netz wurden zwar weiter geführt, das Unternehmen bot zukünftig aber nur noch Flatrates und Pakete im Vodafone-Netz an. Dazu wurde die Zahl der Tarife auf zwei reduziert.

## Länder
EasyMobile war zwischenzeitlich in 12 europäischen Ländern aktiv, darunter:
- Großbritannien
- Niederlande
- Deutschland

In Deutschland firmierte sie als easyMobile Germany GmbH & Co. KG, als Joint-Venture der dänischen TDC A/S, dem Mobilfunk-Service-Provider Talkline und der dänischen TIH Invest.